# یوهانس هویکور یوهانسون
یوهانس هویکور یوهانسون (ایسلندی: Jóhannes Haukur Jóhannesson؛ زادهٔ ۱۹۸۰) بازیگر اهل ایسلند است.
از فیلم‌ها یا برنامه‌های تلویزیونی که وی در آن نقش داشته‌است می‌توان به نوح، بلوند اتمی، آخرین پادشاهی، هیچ‌کس، برادران سیسترز، کجا رفتی برنادت، بلادشات، منطقه ۴۱۴، بی‌نهایت و آلفا اشاره کرد.